# 스포루스
스포루스 (69년 사망)는 66~67년 그리스 순방 중 로마 황제 네로가 거세하여 황후로 삼았던 어린 노예 소년이었는데, 이는 전년에 사망한 자신의 아내 포파이아 사비나의 역할을 대신하기 위한 존재로 그를 선택했기 때문이라고 전해진다.
고대 역사가들은 네로와 스포루스의 관계를 대체로 "혐오스러운" 것으로 묘사했다.  수에토니우스는 네로와 스포루스의 관계를 그의 "네로의 성적 일탈에 대한 추문 기록"에 포함시켰는데 이는 네로가 베스타 처녀를 강간하고 어머니와 근친상간을 저질렀다는 이야기 사이에 배치되어 있다. 일부는 네로가 임신한 아내 포파이아를 발로 차 죽였다는 죄책감을 덜기 위해 스포루스와 결혼했다고 생각한다. 디오 카시우스는 보다 상세한 기록에서 스포루스가 포파이아와 놀라울 정도로 닮았으며, 네로가 스포루스를 그녀의 이름으로 불렀다고 전한다.

### 네로와의 결혼

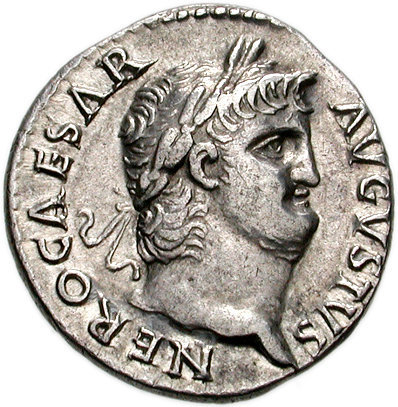
기원후 65/66년의 동전에 나오는 네로

네로의 아내 포파이아 사비나는 서기 65년에 사망했다. 출산 중에 사망한 것으로 추정되지만, 나중에 네로가 그녀를 발로 차 죽였다는 소문이 돌았다. 서기 66년 초, 네로는 스타틸리아 메살리나와 결혼했다. 그해 말 또는 서기 67년에 그는 스포루스와 결혼했는데, 스포루스는 포파이아와 놀라울 정도로 닮았다고 전해진다.
네로는 스포루스를 거세하고 결혼했다. 결혼 생활 동안 스포루스를 로마 황후에게 관례적인 예복을 입힌 채 그의 아내로서 공개 석상에 나타나게 했다. 이후 네로는 스포루스를 그리스로 데려갔다가 다시 로마로 돌아왔으며, 이때 칼비아 크리스피닐라를 스포루스의 "의상 담당"으로 임명했다. 네로는 이전에 또 다른 해방 노예인 피타고라스와 결혼했는데, 피타고라스는 네로의 남편 역할을 맡았다. 스포루스는 네로의 아내 역할을 맡았다. 스포루스는 "여인(Lady)", "황후(Empress)", "부인(Mistress)" 등으로 불렸다. 수에토니우스는 당시 한 로마인의 말을 인용하며, 만약 네로의 아버지인 그나이우스 도미티우스 아헤노바르부스가 거세된 소년과 비슷한 사람과 결혼했다면 세상이 더 나아졌을 것이라고 비꼬았다.
네로가 죽기 직전, 칼렌드 축제 동안 스포루스는 네로에게 한 소녀를 아내로 삼기 위해 지하세계의 지배자가 그녀를 강제로 데려가는 장면(프로세르피나의 강간)을 묘사한 보석이 박힌 반지를 선물했다. 그것은 당시 네로의 몰락을 예고하는 수많은 나쁜 징조 중 하나로 여겨졌다.
스포루스는 에파프로디투스, 네오피투스, 파온과 함께 서기 68년 6월 황제의 마지막 여행에 동행한 네 명의 동료 가운데 한 명이었다.  네로가 자살하기 전에 의식적인 애도의 말을 시작하며 의지했던 사람은 그의 아내 메살리나가 아니라 스포루스였다.

### 네로의 죽음 이후

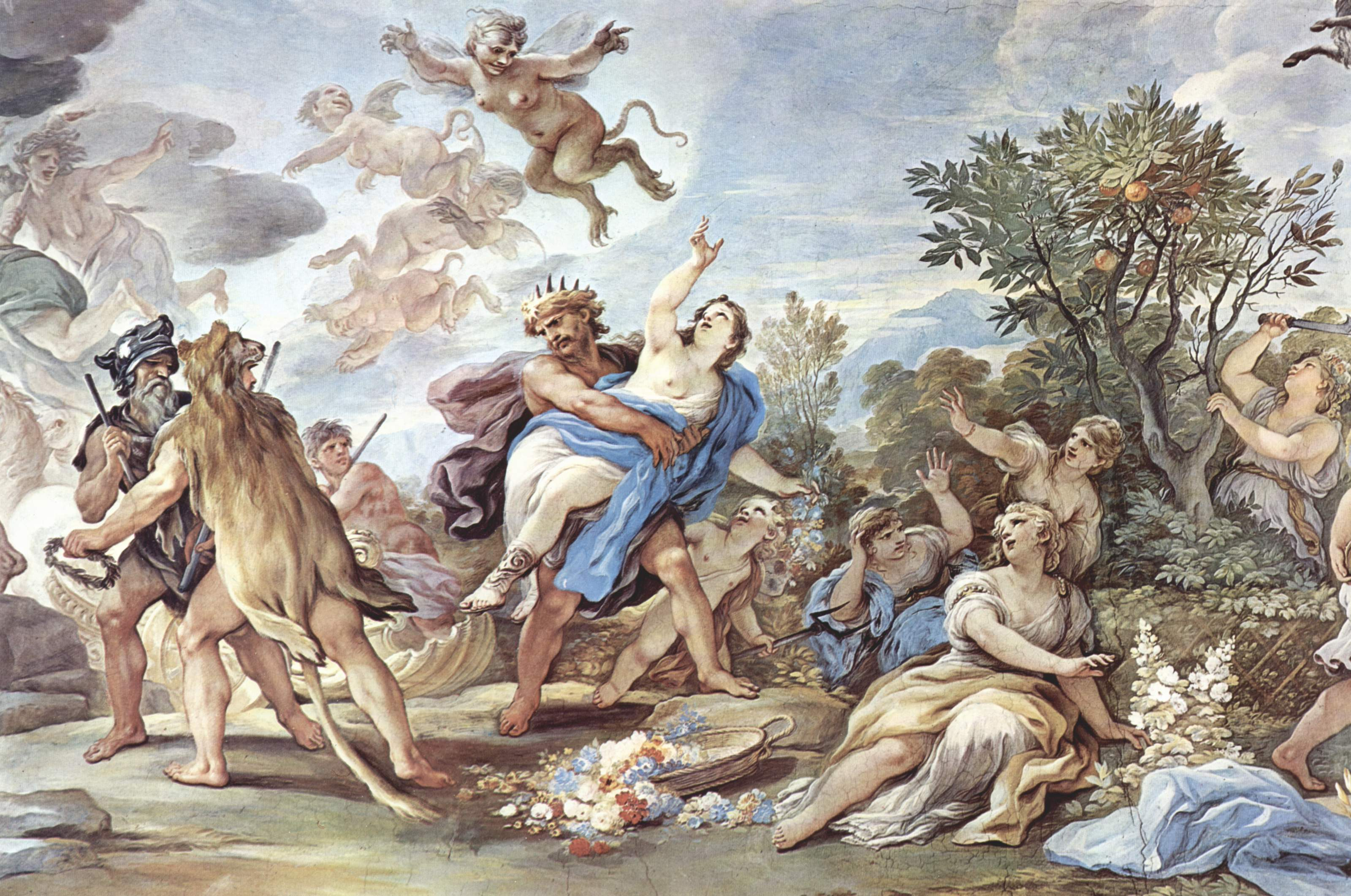
루카 지오르다노의 프로세르피나의 강간

얼마 지나지 않아 스포루스는 친위대 장관 님피디우스 사비누스의 보호를 받게 되었는데, 그는 친위대원들에게 네로를 버리라고 설득한 사람이었다. 님피디우스는 스포루스를 아내로 대하고 그를 "포파이아"라고 불렀다. 님피디우스는 스스로 황제가 되려고 했지만, 그의 친위대에 의해 살해당하고 말았다.
서기 69년, 스포루스는 네로의 죽음 이후 혼란 속에서 권력을 놓고 경쟁한 네 명의 황제 중 두번째 황제였던 오토와 얽히게 되었다. 오토는 한때 포파이아와 결혼했으나, 네로가 강제로 이혼시킨 바 있었다. 오토는 베드리아쿰 전투 후 자살하기 전까지 석 달 동안 재위했다.
오토를 물리치고 승리한 경쟁자 비텔리우스는 스포루스를 공개적인 오락의 희생양으로 삼아, 검투사 쇼에서 프로세르피나의 강간을 치명적인 방식으로 재현하려 했다. 그러나 스포루스는 이러한 공개적인 치욕을 피하기 위해 스스로 목숨을 끊었다.

## 참고문헌
- Smith, William (1849). 《Dictionary of Greek and Roman Biography and Mythology》 3. C. C. Little and J. Brown; [etc., etc. ]. 1411, 2012쪽. LCCN 07038839.
- Champlin, Edward (2005). 《Nero》. Harvard University Press. 346쪽. ISBN 978-0-674-01822-8.